# 旋轉橢球變星
旋轉橢球變星（Rotating ellipsoidal variables）是變星的一種。這種變星是主星和伴星相當接近的聯星系統，因此成員星都是橢球狀。這種變星和食變星不同，但是會因為輻射的發射面積改變而造成視星等的變化。一般來說這種變星的視星等變化不超過0.1。
旋轉橢球變星中最亮的是室女座的角宿一。